# Agkistrodon taylori
Espèce
Synonymes
- Agkistrodon bilineatus taylori
Burger & Robertson, 1951

Statut de conservation UICN

 LC  : Préoccupation mineure
Agkistrodon taylori est une espèce de serpents de la famille des Viperidae. 

## Répartition
Cette espèce est endémique du Mexique. Elle se rencontre dans les États de Tamaulipas, de San Luis Potosí et de Hidalgo.

## Description
L'holotype de Agkistrodon taylori, un mâle adulte, mesure 678 mm dont 125 mm pour la queue. C'est un serpent venimeux.

## Taxinomie
Cette espèce a été considérée, et est toujours considérée par certains auteurs, comme une sous-espèce de Agkistrodon bilineatus sous le nom de Agkistrodon bilineatus taylori.

## Étymologie
Cette espèce est nommée en l'honneur de Edward Harrison Taylor (1889-1978), un herpétologiste américain.

## Publication originale
- Burger & Robertson, 1951 : A new subspecies of the Mexican moccasin, Agkistrodon bilineatus. University of Kansas Science Bulletin, vol. 34, n. 1, p. 213-218 (texte intégral).